# Jan Grarup
Jan Anders Grarup (født 2. december 1968) er en dansk fotograf. Han var som sådan fastansat på dagbladet Politiken 2003-2009 Han bor i København og har været gift med journalist Zasha Sekjær, som han har tre børn med. Jan Grarup har rejst overalt i verden og har vundet mange, både danske og udenlandske fotopriser for sine billeder af katastrofer rundt omkring på kloden. Jan Grarup udgav i 2006 en retrospektiv bog "Shadow Land" på Politikens Forlag med et stort udvalg af hans bedste reportagebilleder fra 1989 og frem. Han holder foredrag, underviser og er på reportager for internationale magasiner. Som nyuddannet på Ekstra Bladet og 22 år gammel fik han sin første pris.
15 år gammel begyndte Jan Grarup at arbejde som freelancefotograf på Helsingør Dagblad. Efter endt uddannelse i 1991 blev han ansat på Ekstra Bladet. I 1993 flyttede Grarup til Berlin og arbejdede som freelancer for flere danske blade og aviser. Året efter vendte han tilbage til Danmark. I 2003 forlod han Ekstra Bladet og blev fastansat på Politiken frem til 2009 hvor han opsagde sit job for at blive freelance i NOOR Images.
I september 2023 afslørede B.T. flere usandheder i Grarups dækning af krigen i Ukraine, efter at to lokale fiksere rettede henvendelse til Politiken om Grarups arbejde.
Den 19. september 2023 afslørede journalisterne Mille Ørsted og Niels Frederik Rickers fra radioprogrammet 'Reporterne' på 24syv,  at essayet 'Turist i mit eget mareridt' i Politiken, som Jan Grarup skrev 7. april 2019 i forbindelse med 25-året for folkemordet i Rwanda, er behæftet med selvmodsigelser og modsatrettede påstande om centrale detaljer. Eksempelvis er påstanden om Jan Grarups egen tilstedeværelse i en kirke i Rwanda efter en stor massakre den 14.-16. april 1994 pure opspind. Det stod klart, at han i disse dage tog billeder i Danmark, hvorefter han dækkede præsidentvalg i Sydafrika. 24syv afslørede ved samme lejlighed, at Jan Grarups dramatiske fortælling om den 13-årige Claudette fra kirkemassakren stod i skærende kontrast til virkeligheden. 
I slutningen af september besluttede Politiken, at den undersøgende journalist John Hansen skulle lave en kulegravning af alle Jan Grarups produktioner tilbage til 2009, hvor han stoppede som fastansat på Politiken. Siden havde han freelancet for mediet. Men det sluttede i september 2023.
På baggrund af 24syvs dækning udkom produktionsselskabet Mayday Press i slut-oktober 2023 med en 82 sider lang rapport, hvor journalist Helle Maj og fotograf Jørn Stjerneklar også dokumenterede løgn i forbindelse med Jan Grarups dækning af folkedrabet i Rwanda. Journalisterne beviste endegyldigt, at Jan Grarup opholdt sig i Rwanda under folkedrabet i maksimum 36 timer. Ifølge Jan Grarup selv var han i landet i syv uger. Rapporten afdækkede også Jan Grarups usandheder om en påstået kontraktansættelse på New York Times.
I november 2023 udkom Politiken med en kulegravning af Jan Grarups arbejde for avisen i årene 2009 op til 2023. Rapporten fastslog det samme, som 24syv, B.T. og Mayday Press afslørede i efteråret 2023 om Jan Grarups fortællinger om hans arbejde i Rwanda under folkedrabet samt hans dækning af krigen i Ukraine.

## Bøger
- While We Bleed, BookLab 2023[7]
- Hvor jernkorsene gror - En krigsfotografs erindringer, ISBN 9788702159929, Gyldendal, 2018
- And Then There Was Silence, Book Lab, 2017
- Rejser i Danmark, ISBN 9788792725585, 2016
- Mærket for livet - Tatoveringer blandt Livgardens soldater, ISBN 9788702144444, Gyldendal, 2013
- Marked for Life, 9788702159295, Gyldendal, 2013
- Lidt mere af det hele, 2010
- Shadowland, Politikens Forlag, 2006

## Modtagne priser
(Listen er ufuldstændig)
World Press Photo of the Year
- 2013: Førsteplads i kategorien "Sports Features"
- 2005: Andenplads i kategorien "people in the news"
- 2004: Førsteplads i kategorien "daily life stories"
- 2003: Andenplads i kategorien "people in the news"
- 2002: Andenplads i kategorien "people in the news"
- 2001: Førsteplads i kategorien "people in the news stories"
- 1999: Førsteplads i kategorien "people in the news"

Årets Pressefotograf
- 2008
- 2004
- 2000
- 1994
- 1991

Årets Pressefoto
- 2004
- 2003
- 2002
- 1999
- 1994

Andre priser
- 2013: I-SHOT-IT Førsteplads, 2nd Quarter Black and White Compeition
- 2002: UNICEF Children, årets foto
- 2001: UNICEF – Children, årets foto
- 2000: FUJI – News, årets fotograf
- 1998: FUJI. årets fotograf
- 1993: FUJI – News, årets fotograf